# Embothrium
Embothrium es un género de plantas con dos a ocho especies (dependiendo de la interpretación taxonómica) en la familia de las Proteaceae, nativa del sur de Sudamérica: Chile, adyacente oeste de Argentina, sur de Perú; llegando tanto al lejano sur como Tierra del Fuego. Esta planta también se conoce como notro, ciruelillo o fosforito.

## Descripción
Gran arbusto o árbol de 10-20 m de altura, y  tronco de 7 dm de diámetro. Hojas siempreverdes, ocasionalmente caduca en áreas frías, de 5-12 cm de largo y 2-4 cm de ancho. Flores en densos racimos, rojas brillantes (raramente blancas o amarillas), tubulares, de 2,5-4,5 cm de largo, partida en cuatro lóbulos cerca del ápice, donde están estambres y estilos.

## Especies
- Embothrium coccineum J.R.Forst. & G.Forst. - Chile, Argentina
- Embothrium grandiflorum Lam. - Perú, a altas altitudes en los Andes
- Embothrium lanceolatum Ruiz & Pav. (sin. E. coccineum var. lanceolatum (Ruiz & Pav.) Kuntze) - Chile, Argentina; en duda si es distinto de E. coccineum

### Clasificación
Junto con Telopea, Oreocallis y Alloxylon, Embothrium hace un pequeño grupo de plantas vistosas de flores rojas terminales, desparramadas alrededor del borde sur del océano Pacífico. Conocidas como Embothriinae, es un grupo antiguo con raíces en el Cretáceo Medio, cuando Australia, Antártida y Sudamérica estana unidas por tierra.

### Cultivo y usos
Embothrium coccineum se planta para planta ornamental por sus vívidas flores rojas. Es exitosa en clima oceánico, desde su área nativa (Suroeste de América del Sur) desde donde fue llevada al oeste de Europa (principalmente islas británicas e islas Feroe), costas del Pacífico Noroeste de Norteamérica, y Nueva Zelanda.

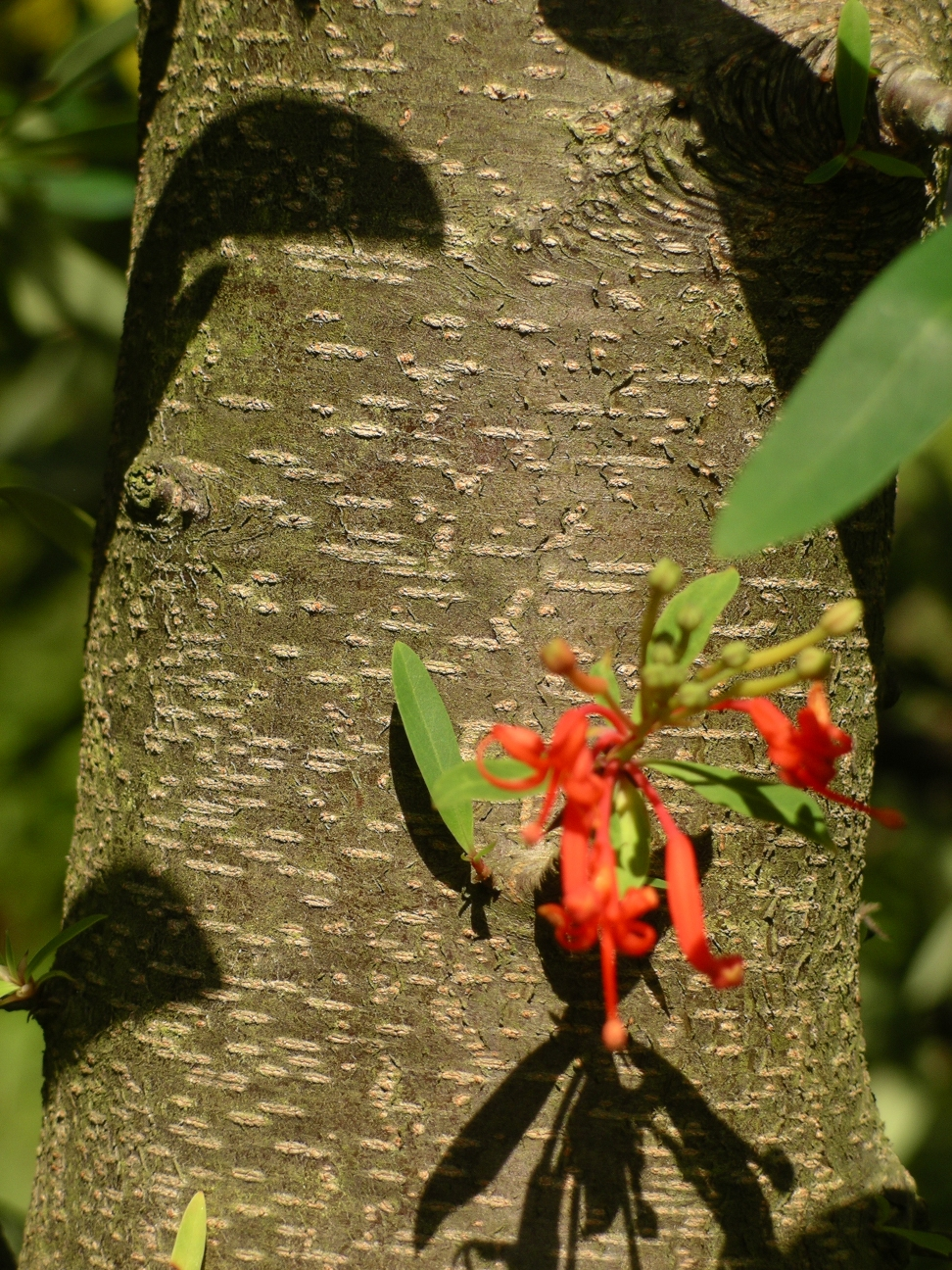
Corteza de Embothrium
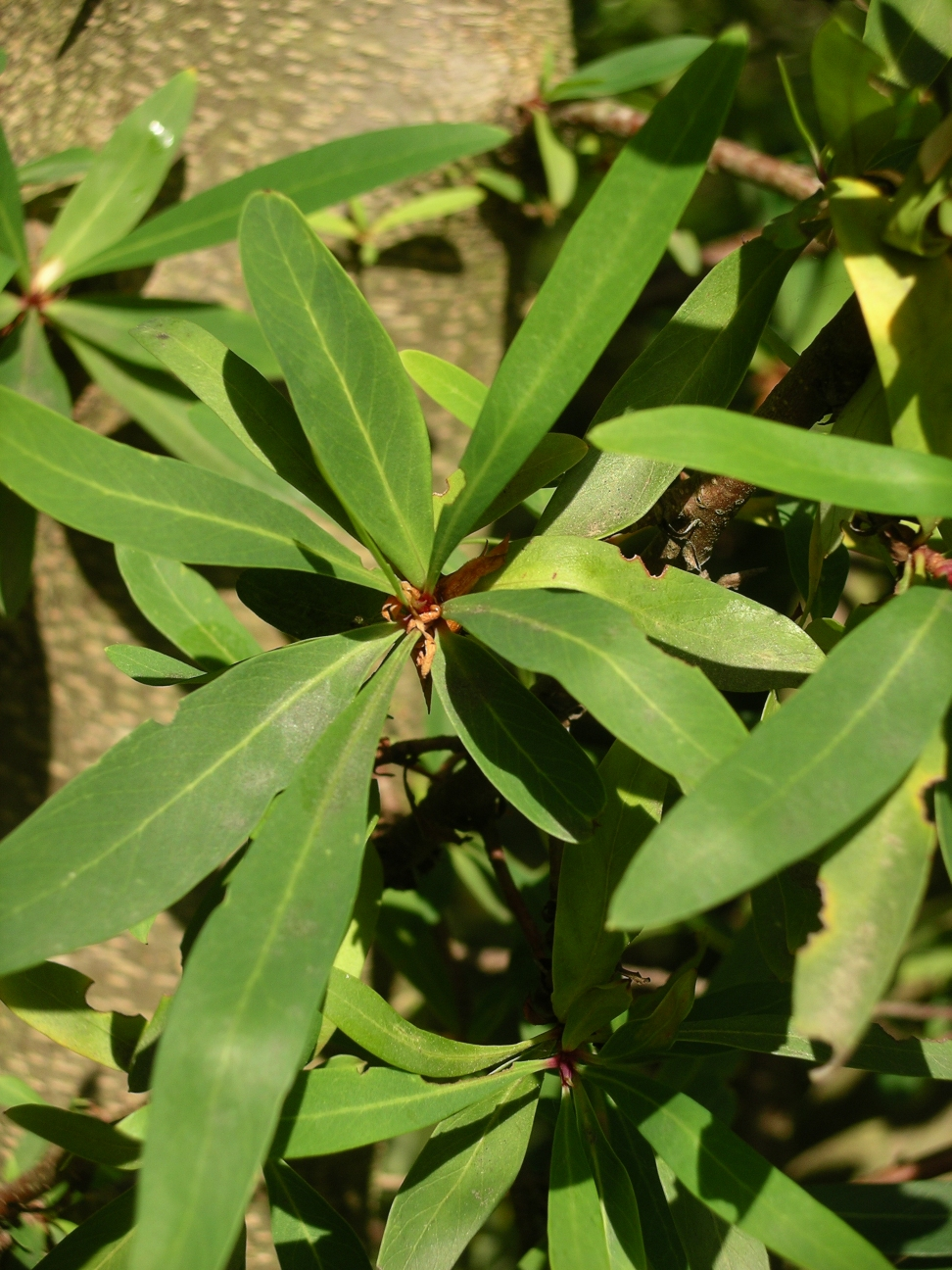
Hojas de Embothrium
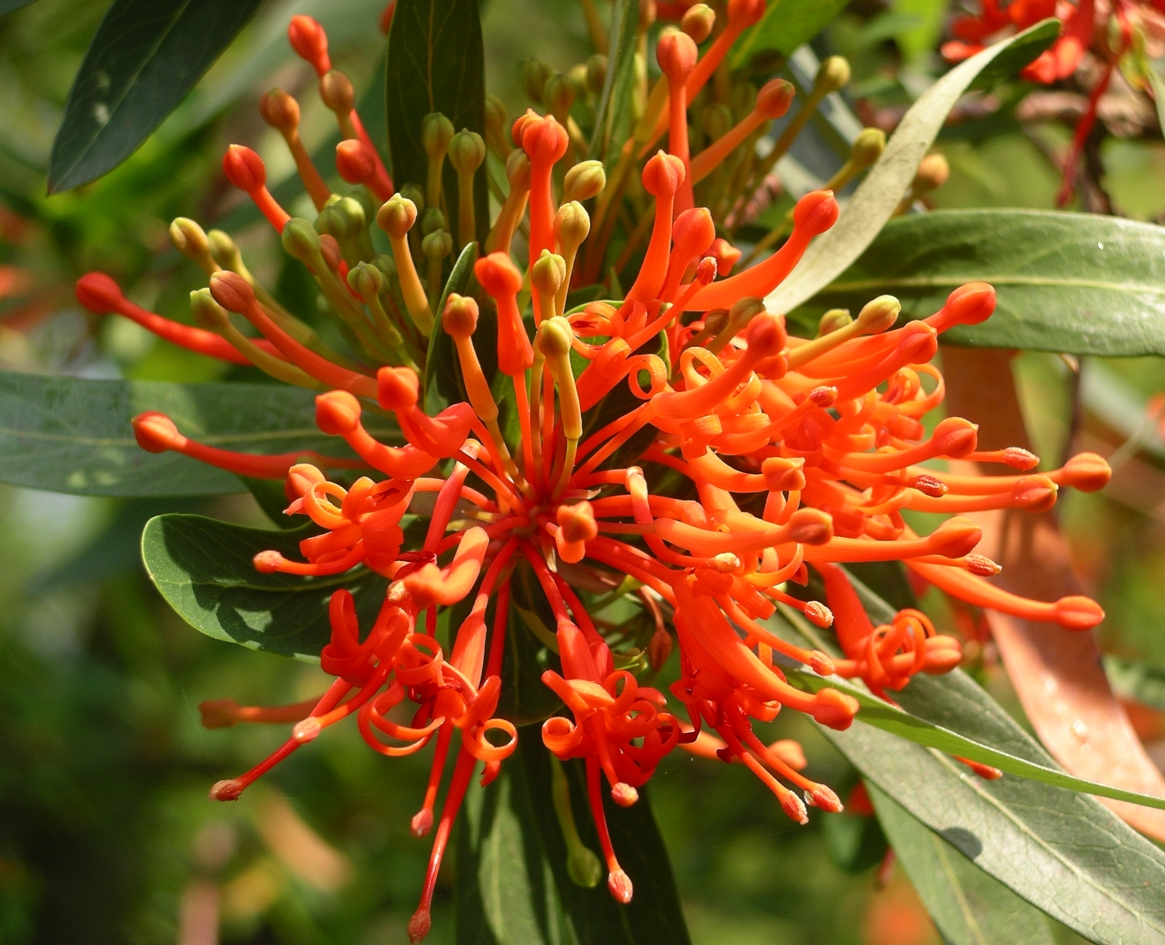
Flores de Embothrium